# Le Glaizil
Le Glaizil é uma comuna francesa na região administrativa da Provença-Alpes-Costa Azul, no departamento de Altos-Alpes. Estende-se por uma área de 21,93 km². Em 2010 a comuna tinha 164 habitantes (densidade: 7,5 hab./km²).